# لا كومت (باد كاليه)
لا كومت، باد كاليه (بالفرنسية: La Comté)‏ هي بلدية تقع في إقليم باد كاليه من منطقة نور با دو كاليه في شمال فرنسا. تبلغ مساحة هذه المدينة 6.63 (كم²)، وترتفع عن سطح البحر 91 م، يبلغ عدد سكانها 783 نسمة حسب إحصاء المعهد الوطني للإحصاء والدراسات الاقتصادية سنة 2009 م. وترأس Roland Guillemant البلدية خلال فترة (2008-2014).